# Gery Palazzotto
Gery Palazzotto, all'anagrafe Gerlando Palazzotto (Palermo, 14 gennaio 1963), è uno scrittore e giornalista italiano.

## Biografia
Chitarrista rock-jazz, nel 1981 scrive una rock opera (Rock Life Opera) e incide un singolo insieme al gruppo Focke Wulf, che viene distribuito dalla HB Records.
Nel 1984 inizia a collaborare con Radio Rai Sicilia, come autore e conduttore di programmi musicali e di approfondimento, e con il Giornale di Sicilia come critico musicale.
Nel 1988 è assunto dallo stesso quotidiano, del quale nel 1995 diviene vicecaporedattore e che abbandona nel 2008.
Nel 2004 scrive il romanzo noir Di nome faceva Michele, pubblicato da Dario Flaccovio Editore, incentrato sul commissario Giovanni Porzio, definito dalla critica l'"anti Montalbano" Il libro viene tradotto in spagnolo e distribuito oltre che in Spagna nei Paesi dell'America Latina.
Nello stesso anno il suo racconto Dani che corre è inserito nella raccolta de l'Unità, Invito alla festa con delitto.
Nel 2006 pubblica, sempre per Dario Flaccovio Editore, il romanzo Giù dalla rupe, che vede ancora Giovanni Porzio nei panni del protagonista. Tale romanzo raggiunge le semifinali del prestigioso premio Scerbanenco.
Nel 2007 firma con Giacomo Cacciatore e Valentina Gebbia il libro di racconti Fotofinish (romanzo breve) per le Edizioni Ambiente.
Nel 2009 è autore con Giacomo Cacciatore e Raffaella Catalano della docufiction Il mago dei soldi prodotta da S e Novantacento.
Nel 2010 firma con Giacomo Cacciatore e Raffaella Catalano il romanzo Salina, la sabbia che resta anch'esso edito da Dario Flaccovio Editore.
Nel 2011 Giulio Einaudi Editore ripubblica Fotofinish.
Dal 2012 collabora come editorialista e corsivista con l'edizione siciliana de la Repubblica.
Dal 2015 al 2019 è stato direttore del settore Comunicazione, nuovi media e marketing del Teatro Massimo di Palermo.
Nel 2017 ha scritto con Salvo Palazzolo l'opera-inchiesta Le parole rubate dedicata ai misteri della strage di Capaci e della strage di via D'Amelio, e rappresentata in prima assoluta al Teatro Massimo di Palermo. Il 21 marzo 2018 riceve circa 20.000 preferenze, aggiudicandosi il Premio "Il giornalista più amato del 2018" in occasione della Giornata nazionale contro le mafie, organizzata dall'associazione Libera di Don Ciotti, con la partecipazione dell'Ordine Nazionale dei Giornalisti e della Federazione Nazionale Stampa Italiana.
Nel 2019 ha scritto con Salvo Palazzolo l'opera-inchiesta I traditori, seguito ideale de Le parole rubate, dedicato al depistaggio delle indagini sulla strage di via D'Amelio, e rappresentata in prima assoluta al Teatro Massimo di Palermo.
Nel 2019 ha scritto l’orazione civile Butterfly Blues per Piano City Palermo
Dal 2019 al 2023 è stato direttore della web tv del Teatro Massimo di Palermo
Nel 2022 ha scritto per il Teatro Massimo di Palermo l'opera inchiesta Cenere che chiude la trilogia dedicata ai misteri delle stragi di Capaci e di via D'Amelio.
Nel 2022 ha scritto per Taoarte insieme a Fabio Lannino l'opera Invertiti dedicata a Pier Paolo Pasolini e ai suoi Comizi d'amore.
Nel 2023 ha scritto L'Altro la sua quarta opera per il Teatro Massimo di Palermo.
Nel 2024 ha scritto 1979 - l'anno in cui sognammo di essere quelli che non saremmo mai stati per il Brass Group.
È autore di numerosi podcast di cronaca e costume come Il soffio sulla cenere dedicato al depistaggio delle indagini sulla strage Borsellino e Loro lo sanno dedicato alla morte del poliziotto e collaboratore del Sisde Emanuele Piazza.
Si è spesso mostrato incomprensibilmente livoroso verso il campione di tennis Jannik Sinner e per questo è stato aspramente criticato. 

## Opere
- Rock Life Opera, 1981, opera rock
- Take Five, 2000, giallo pubblicato a puntate su Progetto Babele
- Di nome faceva Michele, 2004, Dario Flaccovio Editore
- Un muerto y medio, 2007 traduzione spagnola di Di nome faceva Michele, Roca editorial
- Dani che corre, racconto pubblicato nella raccolta Invito alla festa con delitto, 2004, edizioni l'Unità
- Buon compleanno, 2005, pubblicato in una raccolta in memoria di Paolo Borsellino
- Giù dalla rupe, 2006, Dario Flaccovio Editore
- Brutto stronzo amore mio, racconto pubblicato nella raccolta Fotofinish (romanzo breve), 2007, Edizioni Ambiente, e 2011 Giulio Einaudi Editore
- Il mago dei soldi, 2009 film documentario prodotto da S e Novantacento
- Salina, la sabbia che resta, 2010, Dario Flaccovio Editore
- Le parole rubate, 2017, Teatro Massimo
- I traditori, 2019, Teatro Massimo
- Butterfly Blues, 2019, Piano City Palermo
- Cenere, 2022, Teatro Massimo
- Invertiti, 2022, Taoarte
- L'Altro, 2023, Teatro Massimo
- 1979 - l'anno in cui sognammo di essere quelli che non saremmo mai stati  - 2024, Brass Group